# Elladj Baldé
Elladj Baldé (* 9. November 1990 in Moskau, Sowjetunion) ist ein kanadischer Eiskunstläufer, der im Einzellauf antrat. Seit dem Ende seiner Wettbewerbskarriere ist er ein weltweit gefragter Schauläufer. Er ist bekannt für einen unkonventionellen Eislaufstil, der Elemente von Breakdance einbezieht. Als Aktivist engagiert er sich gegen Rassismus und setzt sich dafür ein, den Eiskunstlauf weniger elitär und insbesondere für People of Color inklusiver zu machen.

## Persönliches
Elladj Baldés Mutter, die aus Russland stammt, war in ihrer Jugend Eiskunstläuferin. Sein Vater stammt aus Guinea und kam im Rahmen der Begabtenförderung als Student der Ingenieurwissenschaften nach Moskau. Seine Mutter studierte dort Meteorologie. Als Elladj Baldé ein Jahr alt war, zog die Familie nach Bonn, wo seine ältere Schwester eine medizinische Behandlung erhalten sollte, die allerdings erfolglos blieb; die Schwester starb ein Jahr später. Die Familie entschied sich, nicht in die politisch zerfallende Sowjetunion zurückzukehren, und wanderte stattdessen 1992 nach Kanada aus. Baldés Vater arbeitete in Kanada als Fernfahrer, seine Mutter als Kindergartenerzieherin. Baldé wuchs dreisprachig mit Russisch, Französisch und Englisch auf. Er hat zwei jüngere Schwestern, die als Kinder mit ihm Eiskunstlauf trainierten. Er ist mit der Choreografin Michelle Dawley liiert.

## Sportliche Karriere
Elladj Baldé begann im Alter von sechs Jahren mit dem Eiskunstlauf. Er trat in der Saison 2006/07 erstmals in nationalen und internationalen Juniorenwettbewerben an. Bei den Kanadischen Juniorenmeisterschaften gewann er bei seiner ersten Teilnahme die Silbermedaille, gefolgt von einer Goldmedaille im nächsten Jahr. In der Saison 2008/09 war er im Junior Grand Prix erfolgreich. Er gewann eine Silber- und eine Bronzemedaille und qualifizierte sich für das Finale, wo er den 7. Platz belegte. Bei den Juniorenweltmeisterschaften wurde er 8. Auf nationalem Level nahm er in dieser Saison zum ersten Mal an den Kanadischen Meisterschaften teil und belegte den 10. Platz. In der darauffolgenden Saison 2010/11 musste er verletzungsbedingt aussetzen und nahm nur an den nationalen Meisterschaften teil, wo er 5. wurde. Er zog Ende 2011 zum Training nach Detroit. In den folgenden drei Jahren erreichte er jeweils den 4. Platz bei den Kanadischen Meisterschaften, der seine beste Platzierung blieb. Er vertrat Kanada bei den Vier-Kontinente-Meisterschaften sowie bei den Weltmeisterschaften 2014, wo er den 18. Platz belegte. Er erhielt in der folgenden Saison zum ersten Mal zwei Einladungen in die Grand-Prix-Serie, von denen er allerdings von einer zurücktreten musste. Nach Saisonende verließ er seinen Trainingsstandort in Detroit und kehrte zurück nach Kanada, um in Montreal bei Bruno Marcotte und seinem Team zu trainieren. Die Saison 2015/16 begann er mit der Nebelhorn Trophy, bei der er die Goldmedaille gewann. Er belegte jeweils den 11. Plätze in seinen beiden Grand-Prix-Wettbewerben und wurde 7. bei den Kanadischen Meisterschaften. In der folgenden Saison konnte er sich auf einen 6. und einen 10. Platz in der Grand-Prix-Serie und den 6. Platz bei den nationalen Meisterschaften verbessern. 2017 zog er sich eine Gehirnerschütterung zu und musste in der ersten Hälfte der Saison 2017/18 auf Wettbewerbe verzichten. Er konnte noch einmal einen 4. Platz bei den Kanadischen Meisterschaften erreichen und wurde ein weiteres Mal zu den Vier-Kontinente-Meisterschaften entsandt, wo er den 8. Platz, sein bestes Ergebnis in dieser Meisterschaft, erreichte. Nach der Saison beendete er seine Wettbewerbskarriere.

## Stil
Elladj Baldé ist für seinen unkonventionellen Eislaufstil bekannt, der von Breakdance inspiriert ist. Er entwickelte seinen Stil gegen Ende seiner leistungssportlichen Karriere, als er sich zunehmend traute, seine persönlichen musikalischen Vorlieben in den Eiskunstlauf einzubringen. Als Sportler im von einer Jury bewerteten Wettbewerb fühlte er sich einem hohen Anpassungsdruck ausgesetzt, den er als umso intensiver erlebte, da er oft der einzige schwarze Sportler in einem mehrheitlich weißen Umfeld war. Ihm wurde oft gesagt, er müsse seine Haare in eine von einem weißen Publikum als ordentlich angesehene Frisur bringen, traditionelle Eiskunstlauf-Kostüme tragen und zu westlicher klassischer Musik auftreten. Erst zum Ende seiner Wettbewerbskarriere hin wählte er vermehrt Musik von afroamerikanischen Musikern wie Duke Ellington, Otis Redding, James Brown, Leon Bridges und Bruno Mars als seine Programmmusik. In seinen Auftritten als Schauläufer stellt Elladj Baldé schwarze Popkultur in den Vordergrund und tritt häufig in Straßenkleidung auf. Baldé bezieht in seine Performances auch akrobatische Elemente ein, die im Eiskunstlauf-Wettbewerb nicht zugelassen sind. Er hält einen ins Guinness-Buch der Rekorde eingetragenen Weltrekord für den längsten Rückwärts-Salto im Eiskunstlauf. Er demonstrierte seinen über eine Strecke von 6,10 m reichenden Sprung am 5. August 2022. Am 15. April 2022 hatte er bereits einen Weltrekord aufgestellt, indem er mit einem Salto rückwärts über drei auf dem Eis liegende Personen sprang.

## Professionelle Karriere und Aktivismus
Elladj Baldé trat auf Betreiben von Ari Zakarian, dem Manager von Jewgeni Pljuschtschenko, in seiner ersten Show auf. Baldé hatte sich zuvor wenig Aussichten auf eine erfolgreiche Show-Karriere ausgerechnet, da er kaum Medaillen in internationalen oder auch nationalen Wettbewerben gewonnen hatte. Bei seinen ersten Auftritten fiel er durch seinen ungewohnten Stil auf und wurde bald für weitere Shows gebucht. Inzwischen tritt Elladj Baldé regelmäßig in Eisshows in Nordamerika, Europa und Japan auf. Er war Gast im Ice Theatre of New York. In der kanadischen Fernsehshow Battle of the Blades, in der gemischte Teams aus Eiskunstlauf und Eishockey gegeneinander antreten, war Baldé Choreograf und ab 2020 Mitglied der Jury.
Baldé engagiert sich gegen den Klassismus und Rassismus, den er in der Welt des Eiskunstlaufs erlebt hat. Er ist mit Maé-Bérénice Méité und Vanessa James Mitbegründer der Figure Skating Diversity and Inclusion Alliance, die den Eiskunstlauf attraktiver und zugänglicher für Jugendliche aus unterrepräsentierten Gesellschaftsgruppen machen will. Mit seinen Performances verfolgt Baldé das Ziel, ein breites Publikum über alle gesellschaftlichen Gruppen hinweg anzusprechen und den Eiskunstlauf stärker in der Mainstreamkultur zu verankern. Er verbreitet seine Performances über TikTok und Instagram, wo sie millionenfach angesehen werden. 2020 nahm Baldé seine Performance No Justice, No Peace zur Unterstützung der Bewegung Black Lives Matter auf.
Für den kanadischen Sender CBC berichtete Baldé von den Olympischen Winterspielen 2022 in Beijing.
Die Internationale Eislaufunion ernannte Elladj Baldé zum Botschafter des World Ice Skating Day.

## Ergebnisse
| Meisterschaft / Saison               | 2006/07 | 2007/08 | 2008/09 | 2010/11 | 2011/12 | 2012/13 | 2013/14 | 2014/15 | 2015/16 | 2016/17 | 2017/18 |
| ------------------------------------ | ------- | ------- | ------- | ------- | ------- | ------- | ------- | ------- | ------- | ------- | ------- |
| Weltmeisterschaften                  |         |         |         |         |         |         | 18.     |         |         |         |         |
| Vier-Kontinente-Meisterschaften      |         |         |         |         |         | 18.     | 11.     |         |         |         | 8.      |
| Kanadische Meisterschaften           |         |         | 10.     | 5.      | 4.      | 4.      | 4.      | 6.      | 7.      | 6.      | 4.      |
| Grand-Prix-Serie / Saison            | 2006/07 | 2007/08 | 2008/09 | 2010/11 | 2011/12 | 2012/13 | 2013/14 | 2014/15 | 2015/16 | 2016/17 | 2017/18 |
| Cup of China                         |         |         |         |         |         |         |         |         | 11.     |         |         |
| NHK Trophy                           |         |         |         |         |         |         |         | 6.      | 11.     | 10.     |         |
| Rostelecom Cup                       |         |         |         |         |         |         |         |         |         | 6.      |         |
| Skate Canada                         |         |         |         |         | 10.     | 7.      | 7.      | Z       |         |         |         |
| Challenger-Serie + Sonstige / Saison | 2006/07 | 2007/08 | 2008/09 | 2010/11 | 2011/12 | 2012/13 | 2013/14 | 2014/15 | 2015/16 | 2016/17 | 2017/18 |
| Nebelhorn Trophy                     |         |         |         |         | 10.     | 14.     |         | 5.      | 1.      |         |         |
| U.S. Classic                         |         |         |         |         |         |         |         |         |         | 8.      |         |
| Lombardia Trophy                     |         |         |         |         |         |         | 4.      |         |         |         |         |
| Juniorenwettbewerb / Saison          | 2006/07 | 2007/08 | 2008/09 | 2010/11 | 2011/12 | 2012/13 | 2013/14 | 2014/15 | 2015/16 | 2016/17 | 2017/18 |
| Juniorenweltmeisterschaften          |         | 21.     | 8.      |         |         |         |         |         |         |         |         |
| Junior-Grand-Prix-Finale             |         |         | 7.      |         |         |         |         |         |         |         |         |
| Junior Grand Prix Tschechien         | 6.      |         |         |         |         |         |         |         |         |         |         |
| Junior Grand Prix Deutschland        |         | 14.     |         |         |         |         |         |         |         |         |         |
| Junior Grand Prix Mexiko             |         |         | 2.      |         |         |         |         |         |         |         |         |
| Junior Grand Prix in Rumänien        | 10.     |         |         |         |         |         |         |         |         |         |         |
| Junior Grand Prix Südafrika          |         |         | 3.      |         |         |         |         |         |         |         |         |
| Junior Grand Prix UK                 |         | 7.      |         |         |         |         |         |         |         |         |         |
| Kanadische Juniorenmeisterschaften   | 2.      | 1.      |         |         |         |         |         |         |         |         |         |